# انویل، استفوردشر
انویل (به انگلیسی: Enville) یک روستا و محله مدنی در بریتانیا است که در South Staffordshire واقع شده‌است. انویل ۴۸۷ نفر جمعیت دارد.